# Tezze sul Brenta
Tezze sul Brenta är en ort och kommun i provinsen Vicenza i regionen Veneto i Italien. Kommunen hade 12 847 invånare (2018).